# Otakar Hess
Otakar Antonín Hess (27. března 1902 Smíchov – 1969) byl český hudební skladatel působící též jako učitel hry na klavír ve Vimperku. Po vzoru svého děda Václava Hesse používal nejčastěji verzi příjmení s jedním s, tedy Hes. 

## Život
Otakar Hess se narodil na Smíchově čp. 241 do rodiny umělců. Jeho matkou byla operetní herečka Marie Hess-Guthová, otcem Otakara Hesse byl Jaroslav Josef Hess, kapelník ve smíchovské aréně, a dalším umělcem v rodině byl jeho děd, spisovatel a žurnalista Václav Hess. Sám se věnoval hře na klavír, učení hry na klavír a skládání vlastních skladeb. 

### Raný život
Otakar Hess navštěvoval 3 třídy reálného gymnázia v Praze a v roce 1916 studia dokončil, vyšší vzdělání neměl. V květnu roku 1920 byl odveden u místního vojenského velitelství DUV – Velká Praha a byl přidělen k československému pěšímu pluku č. 28, ke třetí rotě. Podle vojenské knížky měl odborný výcvik a způsobilost pro funkci úderníka. V roce 1932 byla pořízena fotografie Otakara Hesse s jeho kapelou fotografem Jaroslavem Balzarem na Jungmannově náměstí.

## Dílo

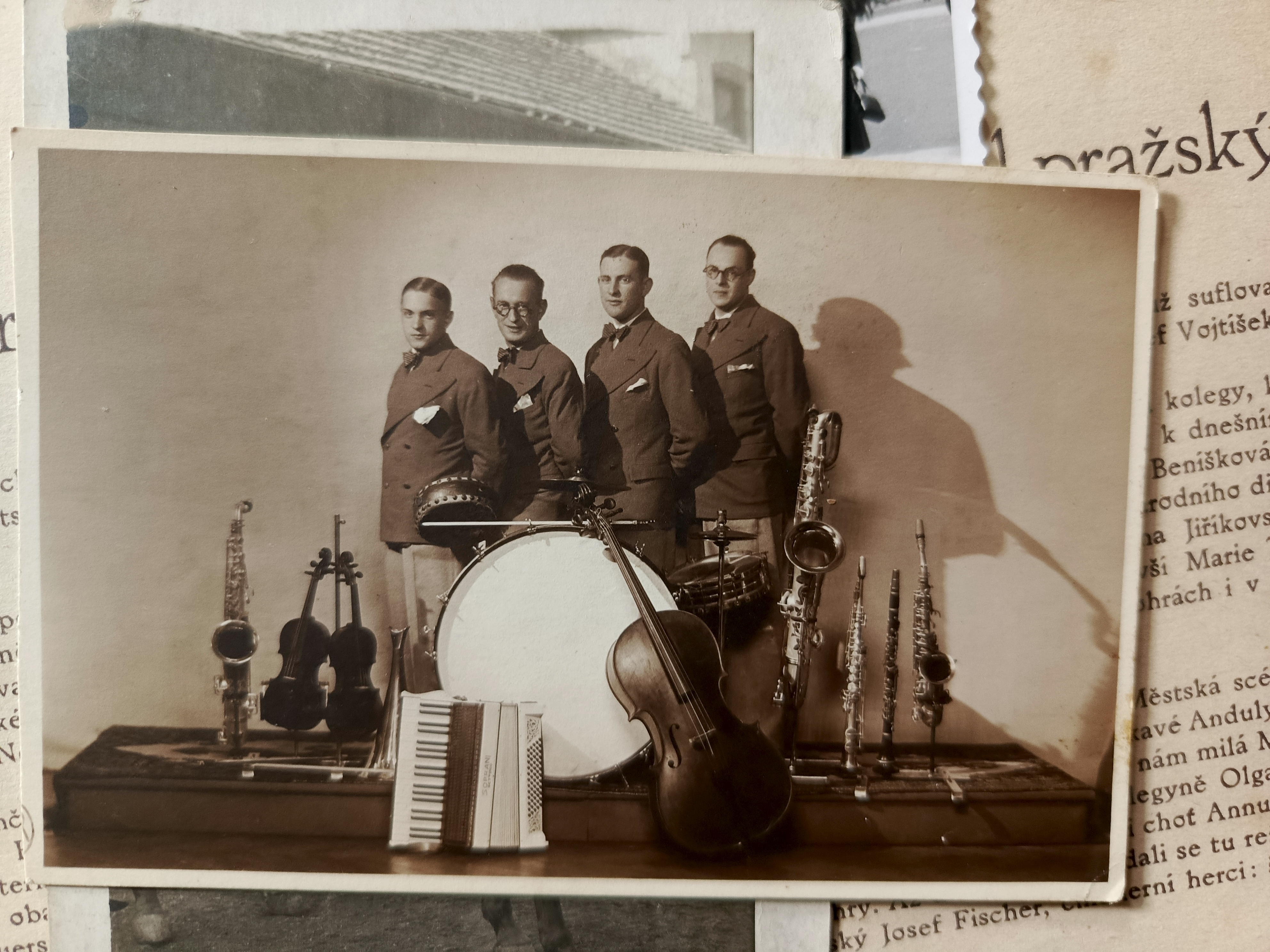
Otakar Hess (úplně vpravo) a jeho kapela, Praha 1932

K dispozici v soukromé sbírce rodinné je i dokument OSA – ochranný svaz autorský: panem Hesem Otakarem, skladatelem a spisovatelem zhudebněných textů, s adresou Vimperk, Zlatá stezka čp. 154, kde Hess během svého působení ve vimperské ZUŠ žil.[zdroj?]
- Kostelíček – pochodová písnička ke které Hess napsal hudbu, slova i aranžmá[5]
- Ta naše ulice [6]
- Vimperská suita[6]
- Šumavské polky pro klavír - skladba věnovaná ženě O. Hesse[7]
- Až budou tango hrát..- slova a hudba - O. Hess[8]
- České vánoční koledy.. - skladba pro klavír na 4 ruce ve snadném slohu, prosinec 1954[9]
- Happy end. slow fox [10]

## Učitel hudby
Otakar Hess působil jako učitel hudby na ZUŠ ve Vimperku od roku 1951 do roku 1957. Vyučoval zde hru na klavír. Pro své studenty skládal vlastní skladby a upravoval pro jejich specifické potřeby již existující skladby. Také společně s Vimperským baletním studiem, pod vedením Zdeňky Schubertové-Palečkové pořádal představení pro veřejnost ve spolupráci s Domem osvěty.
Na památku působení Otakara Hesse ve Vimperku bylo dne 21. června 1959 uspořádáno baletní představení IN MEMORIAM OTAKARA HESE v letním divadle Vimperk.

## Galerie

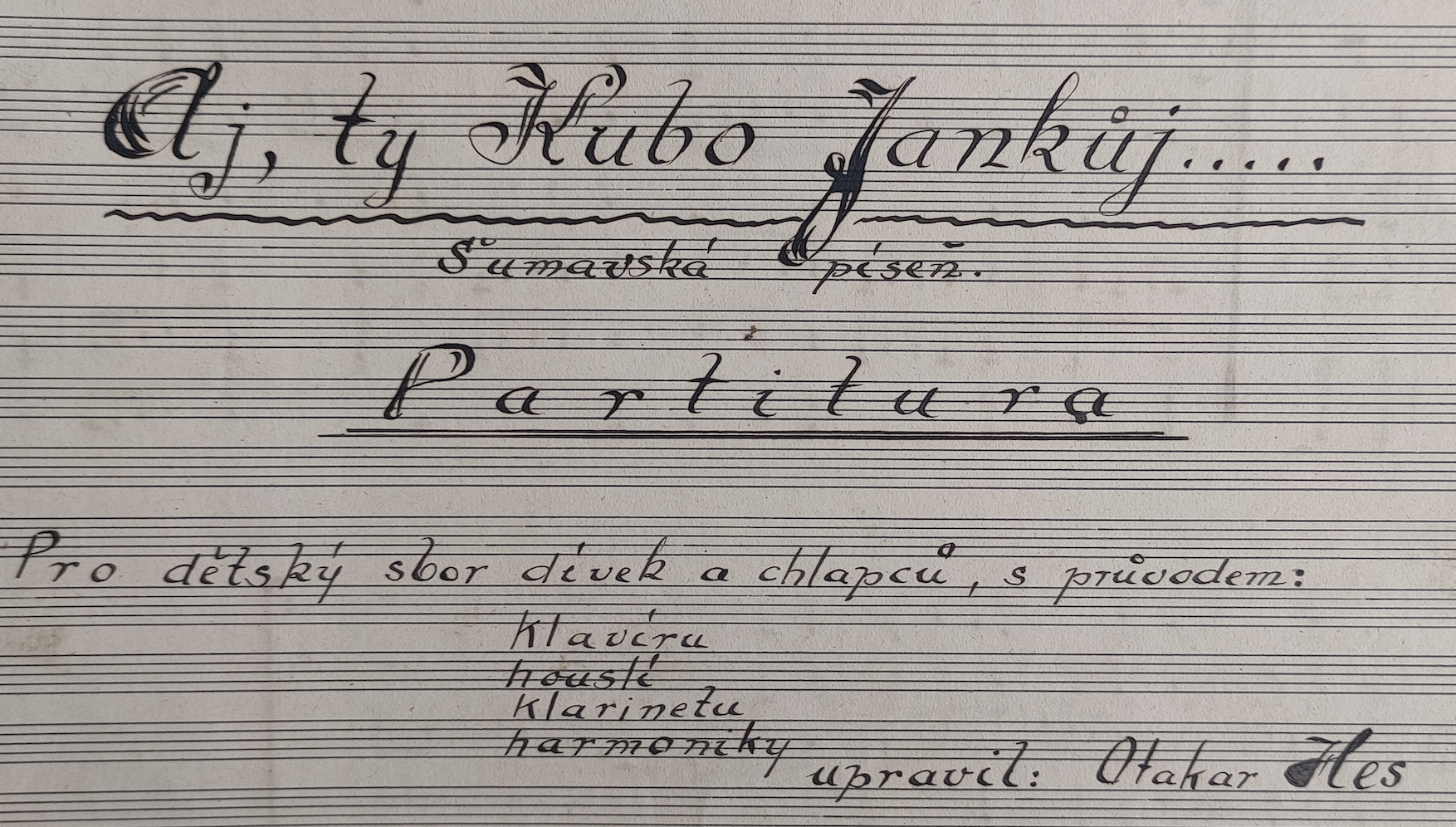
Upravená partitura pro skladbu Aj, ty Kubo Jankůj.. pro studenty Vimperské ZUŠ
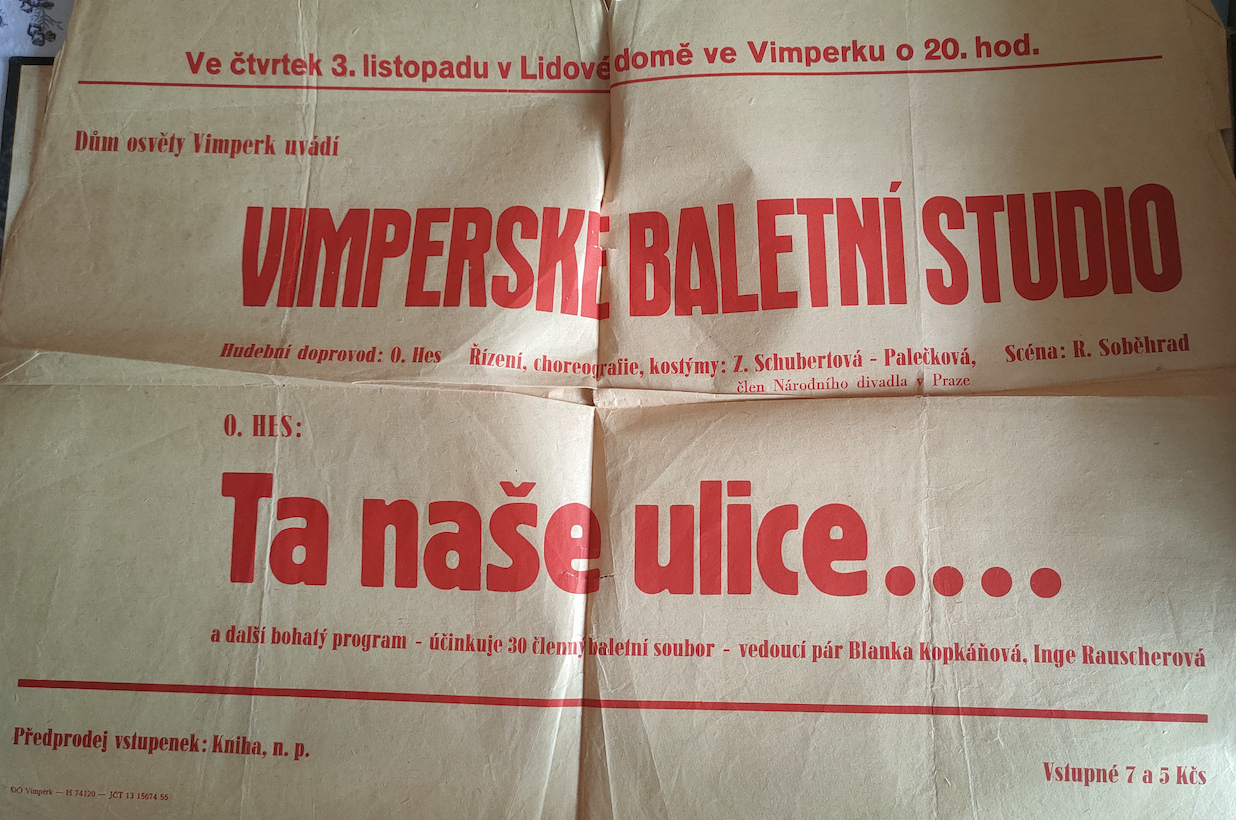
Pozvánka na představení Otakara Hesse s baletním studiem Vimperk
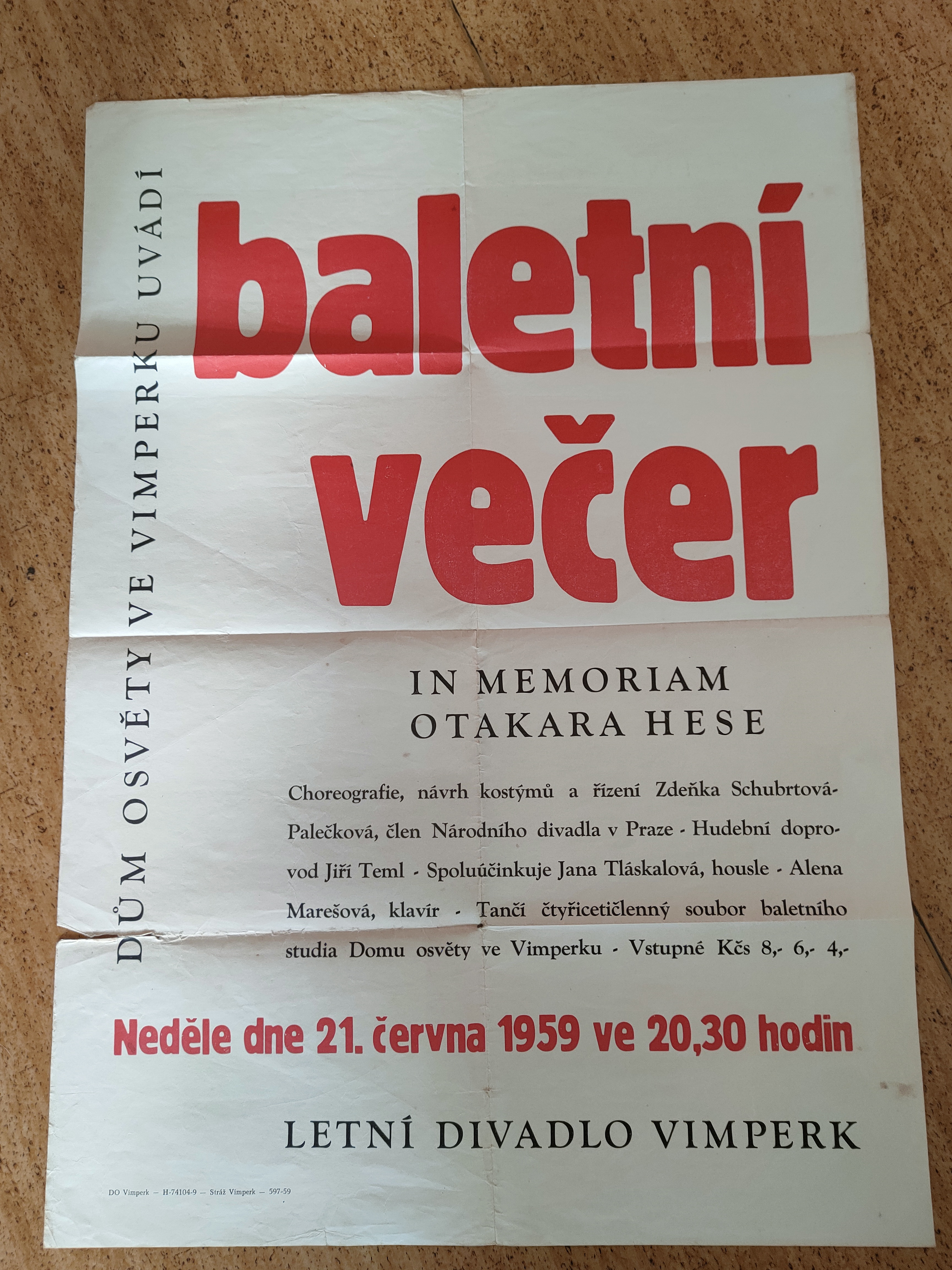
In memoriam Otakara Hese, 1959 Vimperk
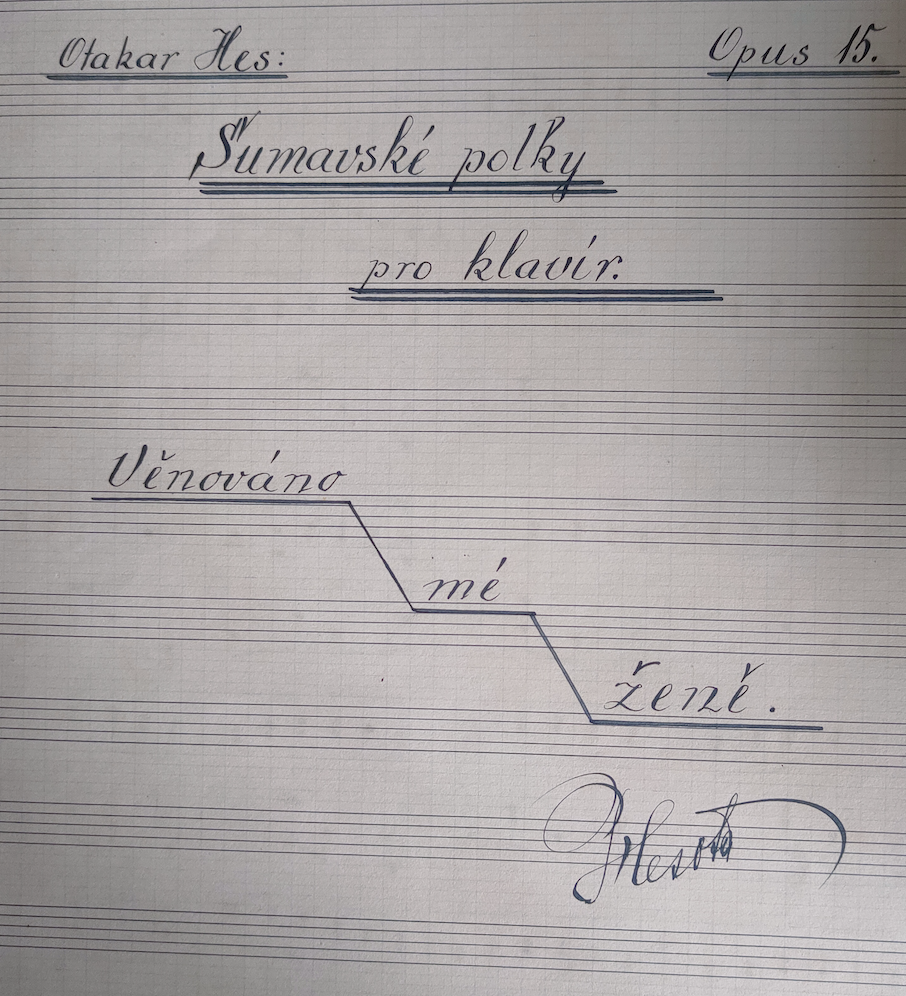
Šumavské polky pro klavír, skladba věnována ženě O. Hesse